# Rambler-Renault
Rambler-Renault war eine Automobilmarke, die von 1962 bis 1971 existierte. Die Marke entstand im sogenannten Badge-Engineering unter der Zusammenführung der beiden Markennamen Rambler und Renault. 
In den frühen 1960er Jahren war der sogenannte Sprung über den großen Teich für viele Unternehmen ein verlockendes Geschäft, insbesondere für die Großkonzerne. Angetrieben worden sind diese Bestrebungen insbesondere durch die Angst vor feindlichen Übernahmen durch fremde Konzerne. Diese Angst bestand auch im Renault-Konzern während der Zeit unter der Leitung durch Unternehmenspräsidenten Pierre Dreyfus. Die Angst richtete sich innerhalb des Konzerns insbesondere auf die US-Konzerne. Als einziger Weg galt es, mit den Konkurrenzunternehmen zu paktieren oder bei Verweigerung nach Möglichkeit zu übernehmen.

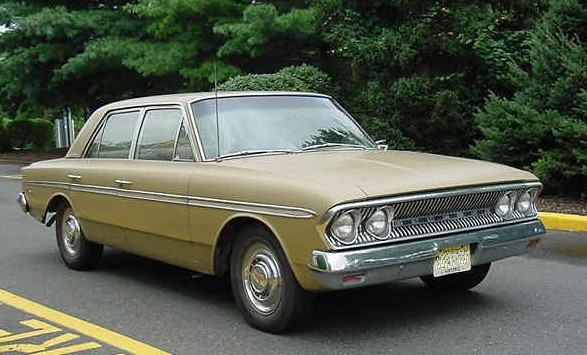
Die zweite Generation des Rambler-Renault Classic von 1965 bis 1966.

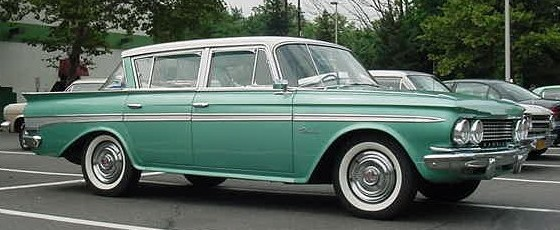
Erste Generation des Rambler-Renault Classic, gebaut von 1962 bis 1965.

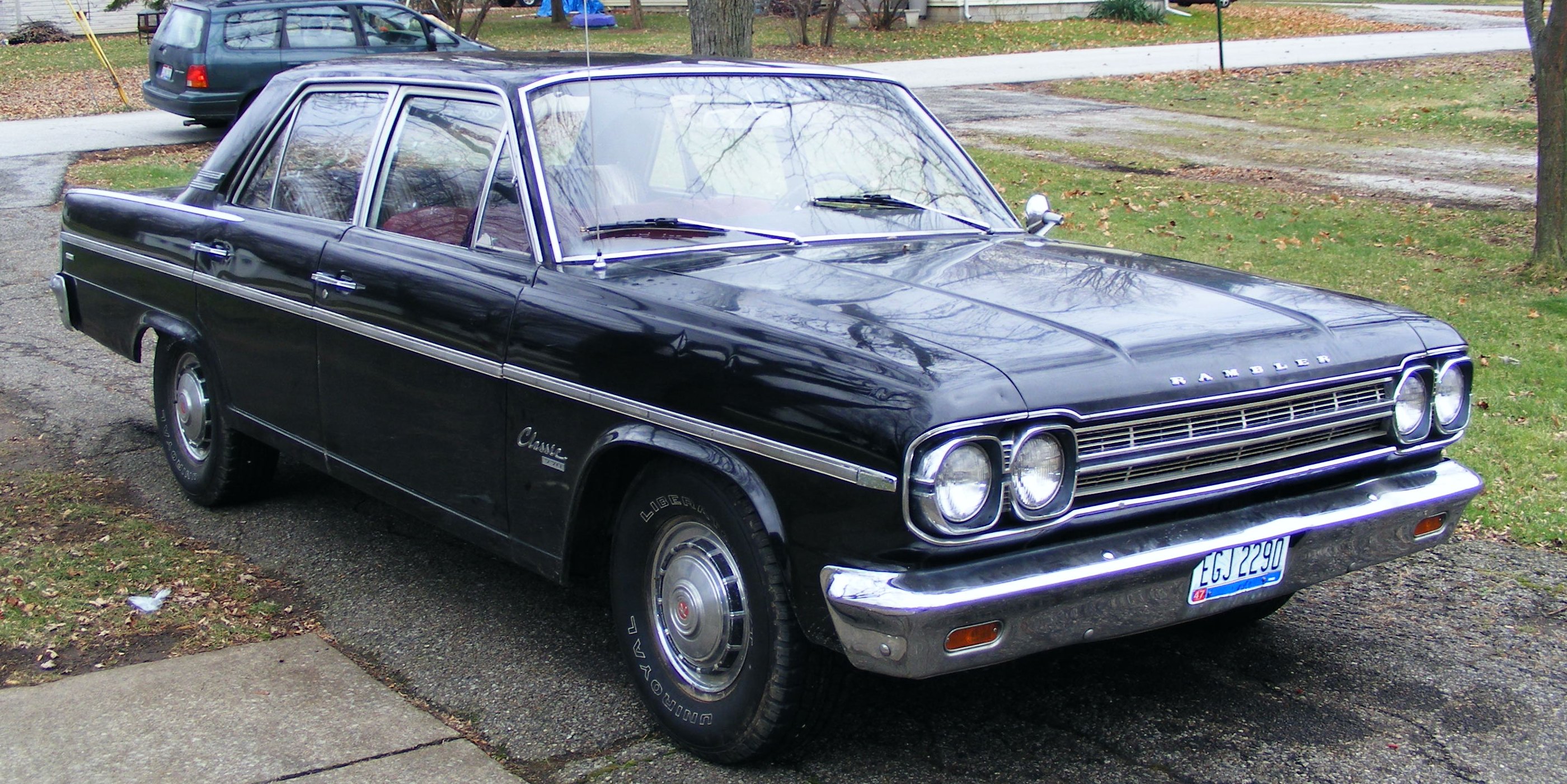
Die dritte Generation des Rambler-Renault Classic von 1966 bis 1967.

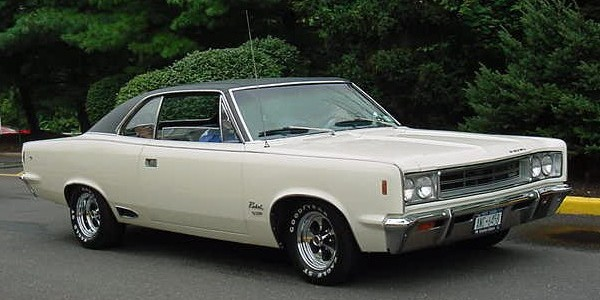
Der Rambler-Renault Rebel als Hardtop-Coupé.

So kam langsam eine Kooperation mit der American Motors Corporation zustande. Dabei wurde vereinbart, die Montage bestimmter Pkw-Modelle der gegnerischen Seite für den jeweils anderen Markt zu übernehmen. Für den europäischen Markt erhielt Renault die Lizenzen des Rambler Classic, den Renault in fast identischer Ausstattung im belgischen Werk der Renault Industrie Belgique unter Badge-Engineering montierte. Es war das erste Modell, welches unter der Zusammenarbeit der beiden Konzerne entstand, wobei das Modell in Nordamerika in einer großen Auswahl an Ausstattungsvarianten und verschiedenen Karosserieversionen zur Wahl stand; es gab diese Vielfalt in Europa nicht. Hier gab es den Rambler-Renault Classic in allen drei Generationen lediglich als viertürige Limousine mit Stufenheck. Auch die Motorisierung blieb immer dieselbe. So hatte das Modell einen Reihensechszylinder mit einem Hubraum von 3,2 Litern unter der Motorhaube. Die Leistung des Motors lag bei 94 kW (128 PS).
Offiziell angeboten wurden die Modelle der Marke Rambler-Renault ausschließlich durch die Renault-Händler in Algerien, Belgien, Frankreich, Hongkong, Luxemburg, den Niederlanden und in Österreich. Auf Grund der Größe des Pkw-Modells waren viele der gebauten Einheiten des oftmals als Straßenkreuzer eingestuften Modells bei Taxiunternehmen im Einsatz. Durch den Verschleiß wurden die Modelle zu einer Rarität, die derzeit vor allem bei Sammlern, Enthusiasten und Museen von Interesse sind. 
Mit dem Produktionsende des Classic in den späten 1960er Jahren wurde das Modell in Europa durch den Nachfolger Rambler Rebel ausgetauscht. Während der Markenname Rambler in Nordamerika aufgegeben worden war, hatte man das doppelte Badge-Engineering in Europa beibehalten. Dieses wurde noch bis in das Jahr 1971 fortgeführt, als die Montage des Rebel ohne Nachfolger eingestellt wurde. Anders als die Vorgänger gab es vom Rebel neben der viertürigen Stufenhecklimousine nun auch das zweitürige Hardtop-Coupé.

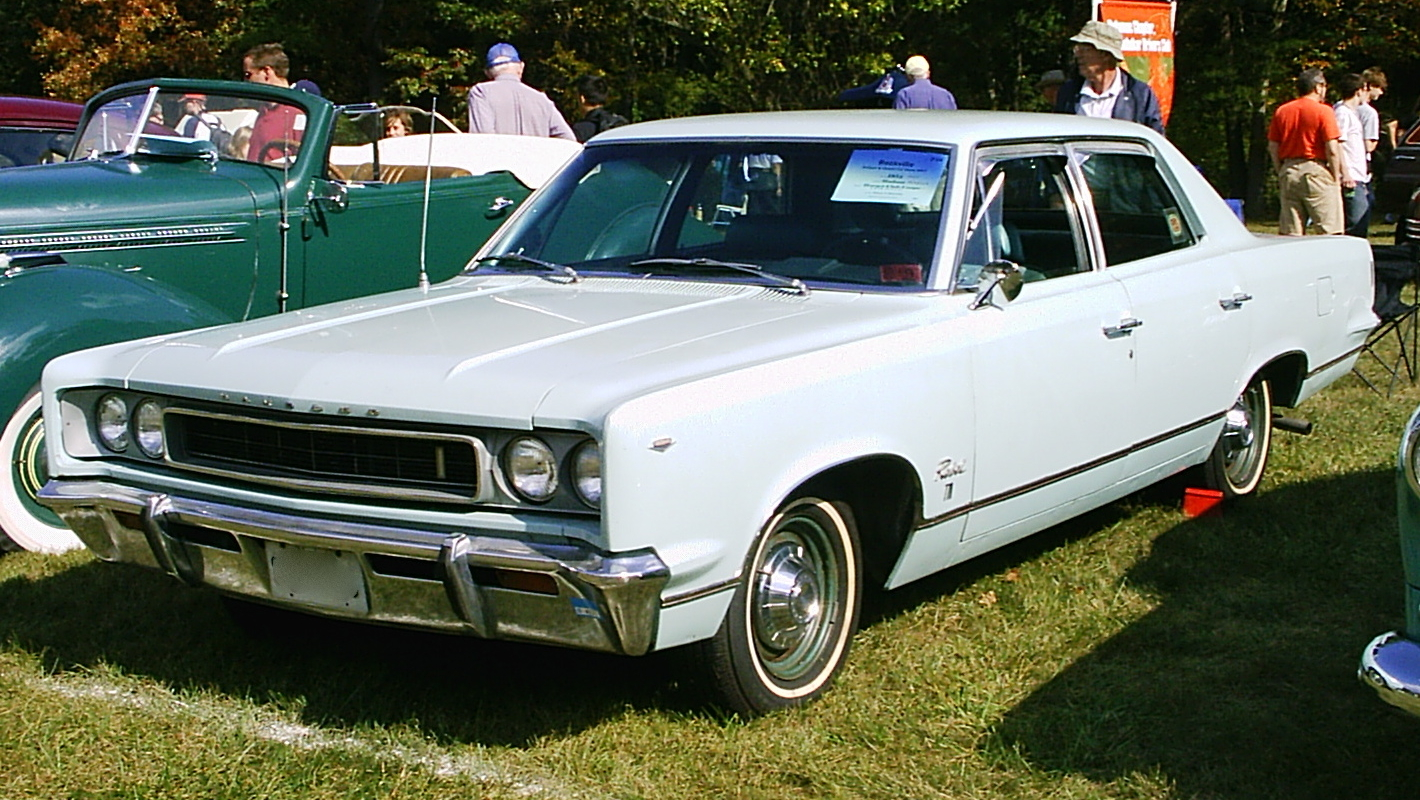
Der Rambler-Renault Rebel von 1967 bis 1971 war das letzte Modell unter dem doppelten Markennamen.

Die in Haren-Vilvoorde montierten Einheiten können bereits anhand des Badge-Engineering auf dem Heck des Fahrzeuges identifiziert werden. Des Weiteren ist im Fahrzeug ein Schild zu finden, das im oberen Teil auf den Montageort Brüssel hinweist. Im mittleren Teil des Schildes können die exakten Typdaten herausgelesen werden, und im unteren Bereich des Schildes steht der Name des Generalimporteurs, von dem der Wagen zuerst vertrieben wurde. Dieser war je nach Land unterschiedlich. Ein zweites Schild mit der Aufschrift Rambler Advanced Unit Construction enthält die Fahrzeug-Identifikationsnummer für das jeweilige Fahrzeug, die zu jener Zeit lediglich aus acht Ziffern bestand. Unter Model ist auf diesem Schild bei den belgischen Einheiten der Code 6515 BEL eingetragen. Alle Fahrzeugteile der Rambler-Renault-Modelle wurden bei der AMC in Kenosha in den USA hergestellt.